# Lysimachia crista-galli
Lysimachia crista-galli là một loài thực vật có hoa trong họ Anh thảo. Loài này được Pamp. ex Hand.-Mazz. mô tả khoa học đầu tiên năm 1928.